# Малая Медяна (нижний приток Медяны)
Малая Медяна — река в России, протекает в Нижегородской области. Правый нижний приток реки Медяны.

## География
Река Малая Медяна берёт начало у деревни Левашовка Сеченовского района. Течёт на северо-восток по территории Пильнинского района. Протекает через село Петряксы. У села Медяна поворачивает на северо-запад. Устье реки находится в 2,4 км по правому берегу реки Медяны. Длина реки составляет 36 км. 
Крупнейшие притоки: реки Сур и Медянка.

## Данные водного реестра
По данным государственного водного реестра России относится к Верхневолжскому бассейновому округу, водохозяйственный участок реки — Сура от устья реки Алатырь и до устья, речной подбассейн реки — Сура. Речной бассейн реки — (Верхняя) Волга до Куйбышевского водохранилища (без бассейна Оки).